# Cervantes (sèrie de televisió)
Cervantes va ser una sèrie espanyola de televisió, emesa per TVE el 1981.

## Argument
La sèrie narra la vida del més important dels escriptors en castellà, Miguel de Cervantes Saavedra, autor de l'immortal El Quixot al llarg de 47 anys. Quan Cervantes és ja un ancià malalt i oblidat, entra en la seva vida un jove llicenciat, admirador de la seva obra, que es proposa recuperar la dignitat de l'insigne escriptor sol·licitant per a ell una pensió al propi rei d'Espanya. A partir d'aquest moment, el personatge va rememorant els moments més importants de la seva agitada vida.

## Curiositats
- La supervisió dels guions va ser a càrrec de l'acadèmic de la llengua i Premi Nobel, Camilo José Cela.
- El pressupost de la sèrie va ser un dels majors en les produccions de TVE fins al moment, aconseguint els 140 milions de pessetes.
- Per a l'enregistrament es va contractar a 3000 extres i es va rodar en més de 110 escenaris naturals al llarg de tres anys. Entre ells, Madrid, Cáceres, Aranjuez, Toledo, Alcalá de Henares, Arévalo, Granada, Peñaranda de Duero, Sigüenza, Pedraza i Baeza.[3]

## Repartiment
- Julián Mateos…Miguel de Cervantes.
- Carlos Lucena.
- Carmen Maura…Costanza Cervantes.
- Manuel Alexandre…Cardenal Cervantes
- Francisco Algora…Ginés
- Ofelia Angélica
- Imanol Arias… Cardenal Aquaviva
- Enric Arredondo...Vicente Espinel
- Miguel Ayones...Joan d'Àustria
- Pedro Beltrán
- José Pedro Carrión
- Laura Cepeda…Zoraida
- María Elena Flores
- Mario Gas…Heredia
- Julio Gavilanes
- Concha Grégori
- Carlos Hipólito
- Ricardo Lucía...Lope de Vega
- Luis Marín
- Daniel Martín
- Ana Marzoa...Catalina
- Alejandro Massó
- Isabel Mestres...Silena
- Chema Muñoz...Licenciado
- Juan José Otegui
- Marisa Paredes...Ama Franca
- Pepe Pérez
- María Luisa Ponte
- Josep Maria Pou...Mateo Vázquez
- Francisco Rabal...Mateo Alemán
- Julieta Serrano...Andrea Cervantes
- Jack Taylor
- Francisco Vidal
- Walter Vidarte
- Manuel Zarzo…Capitán Centellas.
- Agustín González…Luis de Góngora.
- Antonio Casas

## Fitxa tècnica
- Direcció: Alfonso Ungría
- Guions: Eugenio Martín, Manolo Matji, Isaac Montero, Daniel Sueiro.
- Muntatge: Julio Peña.
- Música Original: Antón García Abril.
- S: Manuel Rubio.